# 내 딸 서영이
《내 딸 서영이》는 2012년 9월 15일부터 2013년 3월 3일까지 방영된 KBS 2TV 주말 연속극이다.

## 소개
가깝고도 먼 사이인 아버지와 딸의 사랑과 화해에 대한 이야기를 담은 드라마

## 등장인물
- (†) 표시는 드라마 상에서 최종적으로 사망한 인물이다.

### 이서영 & 강우재 부부
- 이보영: 이서영 역(아역 이혜인) - 이삼재의 딸, 강우재의 아내
- 이상윤: 강우재 역 - 이서영의 남편
- 송민재: 강 솔 역 이서영과 강우재 딸

### 이서영네 집
- 천호진: 이삼재 역(아역 주동희) - 이서영과 이상우의 아버지, 우재 의 장인어른 ,호정 의 시아버지
- 박해진: 이상우 역(아역 백승도) - 이서영과 이란성 쌍둥이 동생 ,호정의 남편 ,우재 의 처남,
- 김민경: 이은숙 역 † - 이서영과 이상우의 어머니

### 강우재네 집
- 최정우: 강기범 역 - 강우재의 아버지, 위너스 사장
- 김혜옥: 차지선 역 - 강우재의 어머니
- 박정아: 강미경 역 - 강우재의 여동생
- 이정신: 강성재 역 - 강우재의 막내 동생

### 최호정 네 집
- 홍요섭: 최민석 역 - 최호정의 아버지
- 송옥숙: 김강순 역 - 최호정의 어머니
- 최윤영: 최호정 역 - 최민석과 김강순의 딸
- 심형탁: 최경호 역 - 최호정의 이복오빠

### 그 외 인물
- 장희진: 정선우 역 - 강미경의 친구
- 민영원: 이연희 역(아역 김보라) - 이서영의 친구, 로펌 여직원
- 곽승남: 고승찬 역 - 법무법인 비상의 변호사
- 조은숙: 윤소미 역 - 강기범의 비서 이사, 강성재의 생모
- 이일화: 방심덕 역 - 이삼재네 집 주인, 목공 가구점 사장
- 박철호: 유만호 역 - 슈퍼와 부동산사무소 겸업
- 조련: 유만호 부인 역
- 주아성: 박재희 역
- 이승주: 오승우 역
- 송민형: 서영이의 아버지 역
- 김설현: 서은수 역
- 고인범: MDS 사장 서만덕 역 - 서은수의 아버지, MDS 사장(17회, 35회)
- 김상원: 공실장 역
- 공윤찬: 고등학생(여승훈) 역
- 정수인
- 정기성
- 이연선
- 장문석
- 정강희
- 박성균
- 전해룡
- 박규점
- 강신조
- 최윤준
- 이정성
- 원종선
- 권영경
- 정지순
- 차영옥
- 서광재
- 최효상
- 이재욱
- 김성영
- 이영석
- 이원희
- 김민진

### 특별 출연
- 김종민: 이서영 가짜 남자친구 역
- 손화령: 미연 역
- 임도윤: 영은 역
- 문상훈: 이상우 대학교 친구 역
- 김주환: 용규 역
- 이지혜: 톱모델 역
- 정승환: 호프집 직원 역 / 뜨개질 수강생 역
- 이시언: 최혜정 맞선남 1 역
- 권율: 최혜정 맞선남 2 역
- 차민지: 하영 역
- 정수인: 응급실 간호사 역
- 김추월: 식당 주인 역
- 남태부: 호태 역
- 양요섭: 아이돌 배우 역
- 전노민: 배영택 역
- 최상훈: 혜산그룹 장회장 역
- 전태관: 더샵 음악학원장 역
- 조동혁: 김상태 역(아역 김학준)
- 반효정: 김은호 할머니 역
- 권성덕: 차지선의 친정아버지 역
- 김효원: 안수찬 역
- 소희정: 조명순 역
- 이금주: 이명철 어머니 역
- 김승훈: 치프 역

## 시청률
최저 시청률과 최고 시청률은 시청률 조사회사와 지역별로 시청률에 차이가 있을 수 있습니다.
| 2012년      | 2012년      | 2012년          | 2012년        | 2012년          | 2012년        |
| 회차        | 방송일      | TNmS 시청률     | TNmS 시청률   | AGB 시청률      | AGB 시청률    |
| 회차        | 방송일      | 대한민국 (전국) | 서울 (수도권) | 대한민국 (전국) | 서울 (수도권) |
| ----------- | ----------- | --------------- | ------------- | --------------- | ------------- |
| 제1회       | 9월 15일    | 23.4%           | 23.4%         | 19.3%           | 19.3%         |
| 제2회       | 9월 16일    | 28.1%           | 28.9%         | 26.2%           | 25.9%         |
| 제3회       | 9월 22일    | 25.7%           | 24.9%         | 23.3%           | 23.7%         |
| 제4회       | 9월 23일    | 31.3%           | 31.8%         | 29.1%           | 29.8%         |
| 제5회       | 9월 29일    | 25.0%           | 25.9%         | 21.2%           | 22.1%         |
| 제6회       | 9월 30일    | 24.8%           | 24.9%         | 22.2%           | 22.0%         |
| 제7회       | 10월 6일    | 28.9%           | 28.9%         | 26.3%           | 26.2%         |
| 제8회       | 10월 7일    | 33.8%           | 34.9%         | 31.5%           | 32.2%         |
| 제9회       | 10월 13일   | 29.9%           | 29.2%         | 27.5%           | 27.8%         |
| 제10회      | 10월 14일   | 34.4%           | 34.9%         | 31.2%           | 31.4%         |
| 제11회      | 10월 20일   | 32.0%           | 33.2%         | 27.7%           | 28.0%         |
| 제12회      | 10월 21일   | 32.9%           | 33.7%         | 32.6%           | 33.2%         |
| 제13회      | 10월 27일   | 32.5%           | 32.4%         | 29.6%           | 30.0%         |
| 제14회      | 10월 28일   | 36.7%           | 36.1%         | 33.3%           | 33.8%         |
| 제15회      | 11월 3일    | 30.9%           | 31.6%         | 28.3%           | 28.1%         |
| 제16회      | 11월 4일    | 34.0%           | 35.6%         | 32.9%           | 33.8%         |
| 제17회      | 11월 10일   | 29.8%           | 30.1%         | 28.2%           | 28.9%         |
| 제18회      | 11월 11일   | 36.6%           | 36.4%         | 32.7%           | 33.4%         |
| 제19회      | 11월 17일   | 29.2%           | 29.7%         | 27.9%           | 27.9%         |
| 제20회      | 11월 18일   | 32.8%           | 33.8%         | 31.1%           | 30.8%         |
| 제21회      | 11월 24일   | 28.8%           | 28.1%         | 26.1%           | 25.7%         |
| 제22회      | 11월 25일   | 35.2%           | 35.2%         | 31.6%           | 31.0%         |
| 제23회      | 12월 1일    | 30.0%           | 29.2%         | 26.4%           | 26.2%         |
| 제24회      | 12월 2일    | 35.8%           | 36.9%         | 32.6%           | 33.3%         |
| 제25회      | 12월 8일    | 30.3%           | 30.0%         | 28.6%           | 29.1%         |
| 제26회      | 12월 9일    | 33.8%           | 35.0%         | 32.2%           | 32.0%         |
| 제27회      | 12월 15일   | 31.3%           | 32.0%         | 27.1%           | 26.6%         |
| 제28회      | 12월 16일   | 33.0%           | 34.5%         | 29.6%           | 31.2%         |
| 제29회      | 12월 22일   | 32.4%           | 33.2%         | 29.0%           | 29.2%         |
| 제30회      | 12월 23일   | 39.8%           | 40.2%         | 35.6%           | 35.0%         |
| 제31회      | 12월 29일   | 35.5%           | 35.2%         | 33.9%           | 33.8%         |
| 제32회      | 12월 30일   | 39.9%           | 38.7%         | 37.2%           | 36.6%         |
| 2013년      |             |                 |               |                 |               |
| 회차        | 방송일      | TNmS 시청률     | TNmS 시청률   | AGB 시청률      | AGB 시청률    |
| 회차        | 방송일      | 대한민국 (전국) | 서울 (수도권) | 대한민국 (전국) | 서울 (수도권) |
| 제33회      | 1월 5일     | 39.9%           | 40.6%         | 36.3%           | 36.1%         |
| 제34회      | 1월 6일     | 41.3%           | 41.4%         | 40.2%           | 39.6%         |
| 제35회      | 1월 12일    | 38.1%           | 39.4%         | 36.8%           | 36.0%         |
| 제36회      | 1월 13일    | 45.0%           | 44.8%         | 42.3%           | 42.7%         |
| 제37회      | 1월 19일    | 38.5%           | 38.1%         | 38.1%           | 38.2%         |
| 제38회      | 1월 20일    | 44.7%           | 47.4%         | 42.2%           | 42.2%         |
| 제39회      | 1월 26일    | 39.5%           | 41.1%         | 39.8%           | 40.5%         |
| 제40회      | 1월 27일    | 47.2%           | 47.5%         | 45.6%           | 46.1%         |
| 제41회      | 2월 2일     | 42.6%           | 44.2%         | 38.8%           | 38.5%         |
| 제42회      | 2월 3일     | 46.9%           | 47.9%         | 43.4%           | 43.5%         |
| 제43회      | 2월 9일     | 38.6%           | 39.0%         | 34.6%           | 34.5%         |
| 제44회      | 2월 10일    | 38.5%           | 38.8%         | 34.6%           | 34.7%         |
| 제45회      | 2월 16일    | 42.7%           | 43.4%         | 41.1%           | 41.8%         |
| 제46회      | 2월 17일    | 48.5%           | 49.3%         | 46.0%           | 45.8%         |
| 제47회      | 2월 23일    | 41.7%           | 42.9%         | 41.3%           | 41.7%         |
| 제48회      | 2월 24일    | 46.3%           | 48.3%         | 44.6%           | 45.0%         |
| 제49회      | 3월 2일     | 43.7%           | 43.8%         | 39.0%           | 39.7%         |
| 제50회      | 3월 3일     | 46.7%           | 47.6%         | 47.6%           | 47.7%         |
| 평균 시청률 | 평균 시청률 | 35.8%           | 36.3%         | 33.3%           | 33.5%         |

## 사운드 트랙
2012년 9월 28일부터 멜로디데이, 고유진, 베이지, KOHD의 수록곡이 차례로 선공개되었다.
아래는 싱글앨범에 포함된 곡들이며, 정렬기준은 출시 순이다.

### Part.1
| #  | 제목                              | 작사           | 작곡           | 재생 시간 |
| -- | --------------------------------- | -------------- | -------------- | --------- |
| 1. | 〈그때처럼〉 (멜로디데이)         | 김예린, 이상준 | 이상준, 차길완 | 4:19      |
| 2. | 〈그때처럼 (Inst.)〉 (멜로디데이) |                | 이상준, 차길완 | 4:19      |

### Part.2
| #  | 제목                        | 작사   | 작곡   | 재생 시간 |
| -- | --------------------------- | ------ | ------ | --------- |
| 1. | 〈가만히〉 (고유진)         | 심현보 | 박성진 | 3:28      |
| 2. | 〈가만히 (Inst.)〉 (고유진) |        | 박성진 | 3:28      |

### Part.3
| #  | 제목                               | 작사   | 작곡   | 재생 시간 |
| -- | ---------------------------------- | ------ | ------ | --------- |
| 1. | 〈쓸쓸한 이야기〉 (베이지)         | 심현보 | 박성진 | 3:02      |
| 2. | 〈쓸쓸한 이야기 (Inst.)〉 (베이지) |        | 박성진 | 3:02      |

### OST
| #   | 제목                                                | 작사           | 작곡           | 재생 시간 |
| --- | --------------------------------------------------- | -------------- | -------------- | --------- |
| 1.  | 〈그때처럼〉 (멜로디데이)                           | 김예린, 이상준 | 이상준, 차길완 | 4:19      |
| 2.  | 〈가만히〉 (고유진)                                 | 심현보         | 박성진         | 3:28      |
| 3.  | 〈쓸쓸한 이야기〉 (베이지)                          | 심현보         | 박성진         | 3:02      |
| 4.  | 〈한 사람〉 (KOHD)                                  | 이장 프로듀서  | 이장 프로듀서  | 3:53      |
| 5.  | 〈Main Theme For "내 딸 서영이"〉 (Various Artists) | 박성진, 최민창 |                | 3:42      |
| 6.  | 〈Daybreak〉 (Various Artists)                      | 박성진         |                | 2:38      |
| 7.  | 〈Tears N Fears〉 (Various Artists)                 | 박성진, 최민창 |                | 3:28      |
| 8.  | 〈Farewell〉 (Various Artists)                      | 박성진         |                | 3:00      |
| 9.  | 〈No Way〉 (Various Artists)                        | 최민창         |                | 4:04      |
| 10. | 〈Oasis〉 (Various Artists)                         | 최민창         |                | 3:08      |
| 11. | 〈Sad Daddy〉 (Various Artists)                     | 박성진         |                | 2:15      |
| 12. | 〈Hojung's Theme〉 (Various Artists)                | 박성진         |                | 1:39      |
| 13. | 〈Come Out〉 (Various Artists)                      | 박성진, 최민창 |                | 3:21      |
| 14. | 〈Wandering〉 (Various Artists)                     | 박성진, 최민창 |                | 2:47      |

## 수상 경력
- 2012년 KBS 연기대상 베스트 커플상 이상윤
- 2012년 KBS 연기대상 베스트 커플상 이보영
- 2013년 코리아드라마어워즈 작품상
- 2013년 코리아드라마어워즈 대상 이보영
- 제20회 대한민국 문화연예대상드라마부문 인기상 이상윤

## 경쟁 프로그램
- MBC 주말드라마 <무신>
- MBC 주말드라마 <아들 녀석들>
- SBS 주말극장 <맛있는 인생>
- SBS 주말극장 <내 사랑 나비부인>

## 참고 사항
- 이서영 역에는 최정원[3], 이상우 역에는 김지훈이 낙점됐으나[4] 영화 <좋은 친구들> 홍보 일정(최정원)[5], tvN <이웃집 꽃미남> 캐스팅(김지훈)[6] 때문에 고사했다.
- 백진희가 강미경 역, 남보라가 최호정 역 물망에 올랐으나 최종 불발되었다.[7]
- 해당드라마는 종영한지 3년만에 후난위성텔레비전을 통해 처자적황언이라는 드라마로 리메이크 되었다.